# Новосёловка (Новосёловский сельский совет)
Новосёловка (укр. Новоселівка, ранее Клейн-Нейдорф, Карманово) — село, относится к Великомихайловскому району Одесской области Украины.
Население по переписи 2001 года составляло 497 человек. Почтовый индекс — 67150. Телефонный код — 8-04859. Занимает площадь 1,32 км². Код КОАТУУ — 5121683401.

## История
Лютеранское немецкое село Клейн-Нейдорф основано в 1855 г.
В 1945 г. Указом ПВС УССР село Клейнендорф переименовано в Новосёловку.

## Местный совет
67150, Одесская обл., Великомихайловский р-н, с. Новосёловка, ул. Ленина, 1